# المراري (حجة)
المراري هي إحدى قرى الجمهورية اليمنية. تتبع جغرافيا لمحافظة حجةو إداريًا لمديرية المفتاح. يبلغ تعداد سكانها 1434 نسمة حسب الإحصاء الذي أجري عام 2004.